# WEC 50
O WEC 50: Cruz vs. Benavidez foi um evento de MMA promovido pelo World Extreme Cagefighting, ocorrido no The Pearl at The Palms em Paradise, Nevada.
Urijah Faber era esperado para enfrentar Takeya Mizugaki em sua estréia pelo Peso Galo, mas Faber se machucou e a luta foi novamente marcada para o WEC 52

## Card do Evento

### Card Preliminar
- Luta de Peso Leve:  Danny Castillo vs.  Dustin Poirier

Castillo venceu por Decisão Unânime (30–27, 29–28 e 30–27).
- Luta de Peso Pena:  Fredson Paixão vs.  Bryan Caraway

Paixão venceu por Decisão Dividida (28–29, 29–28 e 29–28).
- Luta de Peso Leve:  Ricardo Lamas vs.  Dave Jansen

Lamas venceu por Decisão Unânime (29–28, 29–28 e 29–28).
- Luta de Peso Pena:  Javier Vazquez vs.  Mackens Semerzier

Vazquez venceu por Finalização (mata leão) aos 1:35 do segundo round.
- Luta de Peso Leve:  Anthony Njokuani vs.  Maciej Jewtuszko

Jewtuszko venceu por Nocaute Técnico (socos) aos 1:35 do primeiro round.

### Card Principal
- Luta de Peso Leve:  Bart Palaszewski vs.  Zach Micklewright

Palaszewski venceu por Nocaute Técnico (golpes) aos 0:31 do segundo round.
- Luta de Peso Galo:  Scott Jorgensen vs.  Brad Pickett

Jorgensen venceu por Decisão Unânime (30–27, 30–27 e 30–27).
- Luta de Peso Pena:  Cub Swanson vs.  Chad Mendes

Mendes venceu por Decisão Unânime (30–27, 29–28 e 30–27).
- Luta de Peso Leve:  Shane Roller vs.  Anthony Pettis

Pettis venceu por Finalização (triângulo) aos 4:51 do terceiro round.
- Luta pelo Cinturão Peso Galo:  Dominick Cruz (c) vs.  Joseph Benavidez

Cruz venceu por Decisão Dividida (47–48, 48–47 e 49–46) e manteve o Cinturão do Peso Galo do WEC.

## Bônus da Noite
- Luta da Noite:  Scott Jorgensen vs.  Brad Pickett
- Nocaute da Noite:  Maciej Jewtuszko
- Finalização da Noite:  Anthony Pettis